# バズフィード
バズフィード（英: BuzzFeed, Inc）は、アメリカ合衆国のインターネットメディア、および同ウェブサイトを運営する企業である。
当初はエンターテイメントコンテンツが中心であったが、2011年以降はよりシリアスなジャーナリズムやルポルタージュへと幅を広げており、今では政治・DIY・動物・ビジネスなど幅広いトピックを網羅するグローバルなメディアに成長している。 

## 沿革

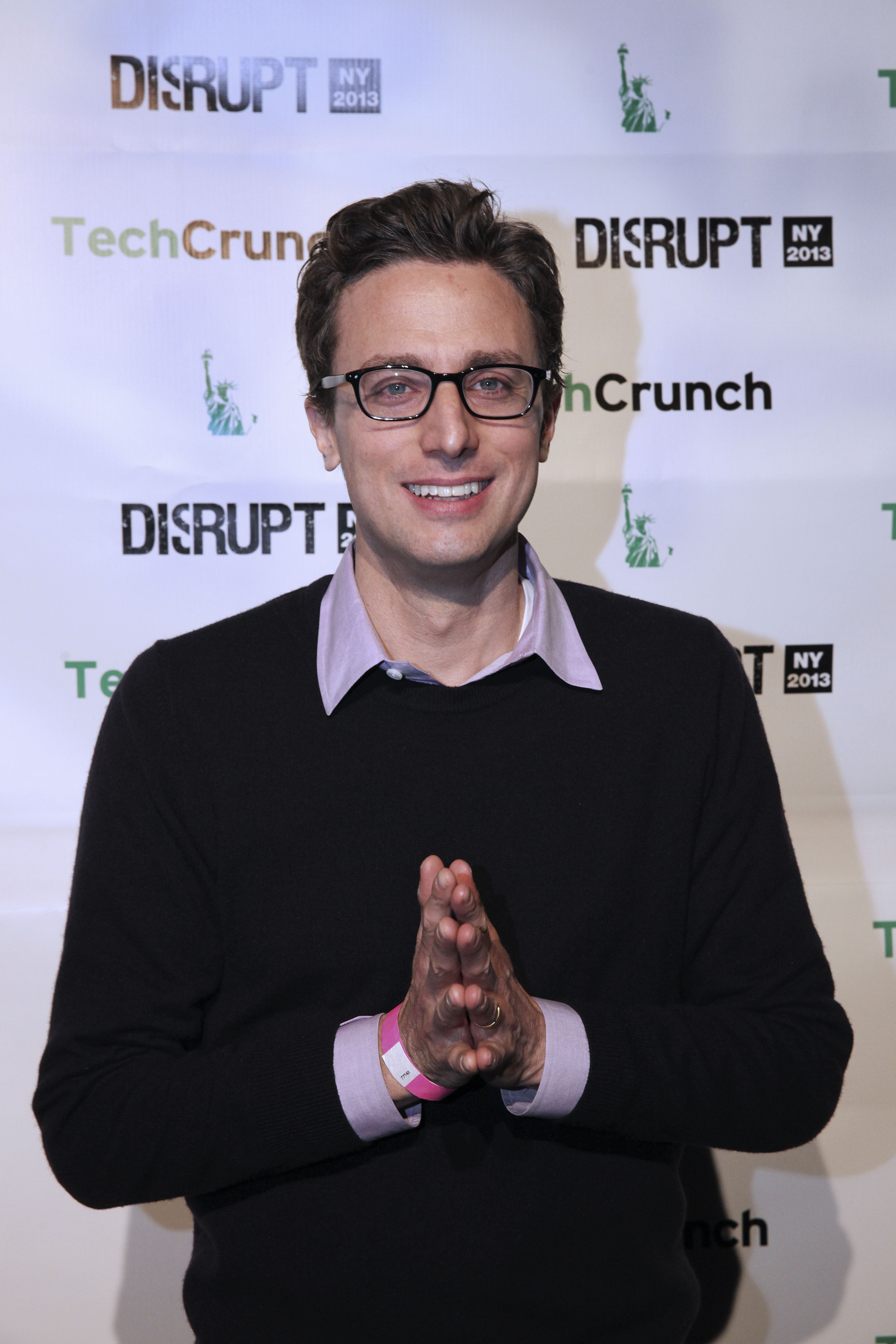
設立者のジョナ・ペレッティ

ハフィントンポスト（現・ハフポスト）の共同設立者であるジョナ・ペレッティが、2006年に設立した。当初は、インターネット上のコンテンツがシェアされた後の拡散状況を調査していた。
2011年には、 ポリティコに勤務していたベン・スミスを編集長として採用した。
2012年にKingfish Labsを買収した。同社は当初Facebook広告の活用に特化していたスタートアップである。
2013年5月に「コミュニティ」セクションを新たに設置。
2014年8月に、新しい部署であるバズフィード・モーション・ピクチャーズを発表し、長編動画の制作に着手。 
2014年10月28日にはTorando Labsの買収を発表した。Torandoのチームはバズフィードで最初のデータエンジニアリングチームとなった。
2016年1月、BuzzFeedの日本版『BuzzFeed Japan』をサービス開始。
2017年11月、2017年売上高が目標額3億5000万ドルより15%～20%少ないため、2018年に計画していた株式公開を延期する可能性があるとOnebox Newsが報じた。
2020年11月、ベライゾンメディアから同業会社であるハフポストを買収することを発表した。
2021年6月、既に上場している特別買収目的会社との合併に伴い、今年10から12月頃にナスダック市場に上場することを発表。また、同時に音楽・ファッションの専門メディアの「コンプレックスネットワークス」を買収することも明らかにした。
2021年のピューリッツァー賞国際報道部門では、ウイグル人大量虐殺関連の報道で記者3人が受賞し、国際的な資金洗浄をめぐる報道で国際調査報道ジャーナリスト連合と共同でファイナリストに選ばれた。
2023年4月、採算が取れないことを理由にニュース部門（buzzfeednews.com）を閉鎖すると発表した。

### 資金調達
2014年8月にバズフィードはベンチャーキャピタルのAndreessen Horowitzから5千万ドルの資金調達に成功した。この額は、その前に行われた資金調達の2倍以上の額である。伝えるところによると、同社のAndreessen Horowitzによる評価額はおおよそ8億千万ドルであるという。 広告収入に関しては、バナー広告ではなく、ネイティブアド（自身のウェブサイト上のコンテンツと同じ形式で広告を掲載するスタイル）を採用している。

## ポリシー
ペレッティは、人のためになる、笑顔になれる、人と人をつなげるコンテンツが提供できているかを重視しており、侮辱や中傷のようなオンライン・ハラスメントから人々を守るために定期的に問題提起を行ってきたとしている。その上で、偽りを避けるために掲載には信頼性のあるメディアのみを使い、掲載される内容を事前にチェックすることも必要であり、執筆者が誰なのか分かるように匿名性を薄めることや、特定の言葉を防止する技術の可能性を示している。

## コンテンツ
スタッフレポーターやコントリビューター、売れっ子漫画家やコミュニティーメンバーによるコンテンツを毎日配信している。同ウェブサイト上で人気の記事のフォーマットはクイズ形式やリスト形式のものである。当初はそのようなエンターテイメント寄りのバイラルコンテンツのみに特化していたが、 ニューヨーク・タイムズ誌によると「最新のニュースや深く掘り下げたリポートでの実績を築き上げながら、バズフィードはより伝統的なスタイルのコンテンツも提供するようになった」とのことである。また、2014年にバズフィードは4000以上の既存のポストを削除した。これは、「対象となった投稿は、時が経つにつれ、徐々に質が低く感じられるようになったため」（ニューヨーク・タイムズ）である。
コンテンツの分類に関しては、ニュース・エンターテイメント・動画・動物・クイズ・ビジネスなど、28のセクションが設けられている。
バズフィードは、2013年12月から2014年4月までの間、NewsWhipの「Facebookパブリッシャーランキング」のトップであり続けた。

### 動画
バズフィード・ビデオでは、オリジナルのコンテンツを配信し、制作スタジオをロサンゼルスに構えている。2012年にゼイ・フランクを採用して以来、バズフィード・ビデオは「The Creep Series」や「Fun Facts」などの番組を制作してきた。2014年8月に、同社は、新しい部署であるバズフィード・モーション・ピクチャーズを発表し、長編動画の制作に着手しはじめた。 2015年4月11日現在、バズフィード・ビデオのYouTubeページは25億以上のアクセスと540万以上のチャンネル登録者数を記録している。
バズフィードはバズフィード・ビデオ以外にもYouTube上に多くの動画チャンネルを設置しており、特定のカテゴリーに特化した動画を配信している。例えば、短く楽しい動画を配信するバズフィード・イエロー、ぎこちない瞬間などに焦点を当てたバズフィード・バイオレットなどである。

### コミュニティ
バズフィードは2013年5月に「コミュニティ」セクションを新たに設置した。これにより、ユーザーもコンテンツを提供できるようになった。ユーザーは、1日に1投稿までという制限があるが 、「キャット・パワー」というバズフィード・コミュニティ上でのランキングを表すアイコンを多く獲得するにつれ、より多くの投稿が許されるようになる 。

## テクノロジーとソーシャルメディア
バズフィードは、主にソーシャルメディア上でシェアされるコンテンツを作ることによって、トラフィックを獲得している。また、同ウェブサイトは社内のデータ・サイエンティストチームと外装されたダッシュボードにより、コンテンツのテストと追跡を行い続けている。2014年には、バズフィードはアクセスの75%を、PinterestやTwitter、Facebookなどのソーシャルメディアから獲得した。